# 岸和田市立浜小学校
岸和田市立浜小学校（きしわだしりつ はましょうがっこう）は、大阪府岸和田市紙屋町にある公立小学校。

## 沿革
- 1902年（明治35年）4月1日 - 岸和田浜町尋常小学校として創立。
- 1923年（大正12年）2月1日 - 岸和田市浜尋常小学校と改称し、同日を創立記念日とする。
- 1941年（昭和16年）4月1日 - 岸和田市浜国民学校と改称。
- 1947年（昭和22年）4月1日 - 岸和田市立浜小学校と改称。

## 通学区域
- 大工町、中之浜町、紙屋町、大手町、中町、中北町、大北町、地蔵浜町[1]

※卒業後は基本的に岸和田市立岸城中学校に進学する。